# Onychora agaritharia
Onychora agaritharia is een vlinder uit de familie spanners (Geometridae). De wetenschappelijke naam is voor het eerst geldig gepubliceerd in 1842 door Dardoin.
De soort komt voor in Europa.